# Гартлі (Айова)
Гартлі (англ. Hartley) — місто (англ. city) в США, в окрузі О'Браєн штату Айова. Населення — 1605 осіб (2020).

## Географія
Гартлі розташоване за координатами 43°10′45″ пн. ш. 95°28′36″ зх. д. / 43.17917° пн. ш. 95.47667° зх. д. (43.179047, -95.476750).  За даними Бюро перепису населення США в 2010 році місто мало площу 3,36 км², уся площа — суходіл.

## Демографія
Згідно з переписом 2010 року, у місті мешкали 1672 особи в 713 домогосподарствах у складі 444 родин. Густота населення становила 497 осіб/км².  Було 789 помешкань (235/км²).
Расовий склад населення:
| - 95,8 % — білих - 0,4 % — азіатів - 0,1 % — корінних американців - 1,7 % — осіб інших рас |

До двох чи більше рас належало 2,0 %. Частка іспаномовних становила 4,4 % від усіх жителів.
За віковим діапазоном населення розподілялося таким чином: 24,5 % — особи молодші 18 років, 53,4 % — особи у віці 18—64 років, 22,1 % — особи у віці 65 років та старші. Медіана віку мешканця становила 44,3 року. На 100 осіб жіночої статі у місті припадало 91,3 чоловіків;  на 100 жінок у віці від 18 років та старших — 87,7 чоловіків також старших 18 років.
Середній дохід на одне домашнє господарство  становив 56 710 доларів США (медіана — 44 301), а середній дохід на одну сім'ю — 71 962 долари (медіана — 61 711). Медіана доходів становила 41 806 доларів для чоловіків та 32 019 доларів для жінок. За межею бідності перебувало 8,2 % осіб, у тому числі 7,1 % дітей у віці до 18 років та 5,5 % осіб у віці 65 років та старших.
Цивільне працевлаштоване населення становило 802 особи. Основні галузі зайнятості: освіта, охорона здоров'я та соціальна допомога — 24,8 %, виробництво — 19,1 %, роздрібна торгівля — 9,0 %, будівництво — 7,9 %.